# Cinnamomum inconspicuum
Cinnamomum inconspicuum är en lagerväxtart som beskrevs av André Joseph Guillaume Henri Kostermans. Cinnamomum inconspicuum ingår i släktet Cinnamomum och familjen lagerväxter. Inga underarter finns listade i Catalogue of Life.